# Augusto Gómez Villanueva, Tepetzintla
Augusto Gómez Villanueva är en ort i Mexiko.   Den ligger i kommunen Tepetzintla och delstaten Veracruz, i den sydöstra delen av landet, 230 km nordost om huvudstaden Mexico City. Augusto Gómez Villanueva ligger 199 meter över havet och antalet invånare är 307.
Terrängen runt Augusto Gómez Villanueva är platt åt nordost, men åt sydväst är den kuperad. Runt Augusto Gómez Villanueva är det ganska tätbefolkat, med 70 invånare per kvadratkilometer. Närmaste större samhälle är Temapache, 18,2 km öster om Augusto Gómez Villanueva. Trakten runt Augusto Gómez Villanueva består till största delen av jordbruksmark.